# Mylothris flaviana
Mylothris flaviana is een vlindersoort uit de familie van de Pieridae (witjes), onderfamilie Pierinae.
Mylothris flaviana werd in 1898 beschreven door Grose-Smith.